# ضيف البراري
ضيف البراري مسلسل رسوم متحركة أمريكي من إنتاج شركة ديزني تيليفشن أنيمايشن. تم عرضه لأول مره في 23 يناير 2004 واستمر غرضه حتى 22 يناير 2005 . تمت دبلجة المسلسل للعربية .

## روابط خارجية
- ضيف البراري على موقع IMDb (الإنجليزية)
- ضيف البراري على موقع روتن توميتوز (الإنجليزية)
- ضيف البراري على موقع فيلمافينيتي (الإسبانية)
- ضيف البراري على موقع كينوبويسك (الروسية)
- ضيف البراري على موقع قاعدة بيانات الفيلم (الإنجليزية)
- Dave The Barbarian في قاعدة بيانات الرسوم المتحركة الكبيرة